# Pfalz-Simmern-Zweibrücken
Pfalz-Simmern-Zweibrücken var et tysk fyrstedømme mellem Rhinen og Mosel. Staten blev oprettet i 1410 og opløst i 1453/59.

## Statens oprettelse
Den tysk–romerske konge Ruprecht 3. af Pfalz døde i 1410. Efter kongens død blev hans besiddelser delt mellem nogle af hans sønner.
I 1410 fik én af kongens yngre sønner tildelt Pfalz-Simmern-Zweibrücken.

## Statens opløsning
I 1453/59 blev landet delt mellem Pfalz-Simmern og Pfalz-Zweibrücken.
|  | Denne artikel kan blive bedre, hvis der indsættes geografiske koordinater Denne artikel omhandler et emne, som har en geografisk lokation. Du kan hjælpe ved at indsætte koordinater i wikidata. |